# Pflaumen-Narrentasche
Die  Pflaumen-Narrentasche (Taphrina pruni) ist ein Schlauchpilz aus der Ordnung der Taphrinales. Er löst die Narrenkrankheit der Pflaumen an Pflaumen und Schlehen aus.

## Merkmale

### Makroskopische Merkmale
Taphrina pruni wächst an Pflaumen und Schlehen. Der Pilz verursacht Hypertrophien, dabei werden die Früchte und Zweige der Wirtspflanze befallen. Die deformierten Früchte werden im Volksmund Narrentasche genannt. Sie sind meist langgestreckt, oft gekrümmt und deformiert und innen hohl. Zuerst sind sie hellgrün und glatt, im Alter sind sie verschrumpelt, zunächst mit einem mehligen Überzug, dann braun verfärbt. Die befallenen Zweige sind verdickt und missgebildet. Werden Blätter ausgebildet, so sind diese gekräuselt und verfärbt. Befallene Früchte bilden keine Samen und sind zum Verzehr nicht mehr geeignet.

### Mikroskopische Merkmale

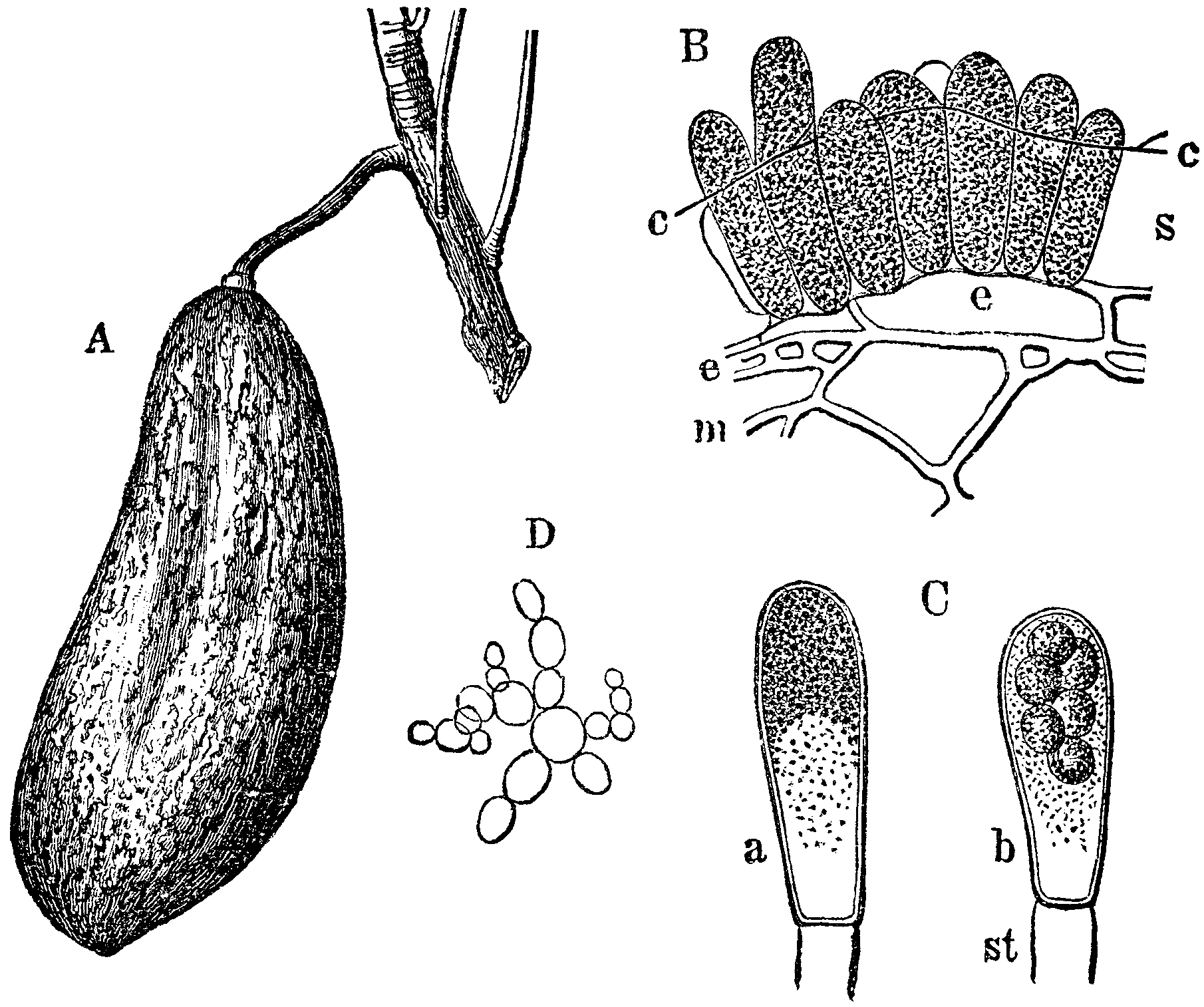
A: Eine von Taphrina pruni befallene sogenannte Hungerzwetschge; B: verschiedene Asci aus dem Wirtsgewebe hervorbrechend; C: unreifer Acus links und reifer Ascus rechts mit Ascosporen; D: hefeartig wachsendes Mycel

Das Myzel wächst interzellulär unterhalb der Epidermis und wächst dikaryisch. Ihre Asci brechen ohne eigentlichen Fruchtkörper zwischen den Epidermiszellen hervor. Sie sind zylindrisch-keulig und messen 17–53 × 15–17 Mikrometer. Am Apex sind sie abgerundet oder abgestutzt. Die Stielzellen sind beinahe halb so lang wie die Asci selber. Sie besitzen immer acht sphärische, eiförmige bis elliptische Sporen, die 4–7 × 3–6 Mikrometer groß werden. Oft knospen sie bereits im Ascus.

### Merkmale auf Nährmedien
Auf Hefe-Malz-Agar wächst der Pilz langsam, nach zwei Wochen ist die Kolonie creme-orange bis lachsfarben mit einer glänzenden, glatten Oberfläche und butterartig. In flüssigem Hefe-Malz-Medium sind die Zellen nach fünf Tagen bei 20 °C kugelig, eiförmig oder ellipsoid, sind einzeln oder in Knospen und messen 4,8–8,2 × 7,2–10,6 Mikrometer.

## Vorkommen
Taphrina pruni befällt Pflaumen und Schlehen. Befallen werden Früchte und Zweige.
Taphrina pruni ist in Europa und Nordamerika weit verbreitet. Es gibt auch Nachweise aus Japan und Neuseeland.

## Antagonisten
Der Pilz Cladosporium delicatulum wurde als Mycoparasit auf Taphrina pruni identifiziert und wird daher zur möglichen biologischen Schädlingsbekämpfung in Betracht gezogen.

## Taxonomie
Taphrina pruni wurde erstmals 1866 von Edmond Tulasne beschrieben. Narrentaschen auf Pflaumen, die in Nordamerika vorkommen, werden nun eher Taphrina communis zugeordnet. Die lange als Synonym zu Taphrina pruni angesehene Art Taphrina padi wird nun als eigenständige Art akzeptiert und kommt ausschließlich auf der Gewöhnlichen Traubenkirsche vor.